# Restrepo
Restrepo er en amerikansk dokumentarfilm fra 2010, instrueret af Tim Hetherington og Sebastian Junger. 
Filmen tager forgår et år Hetherigton og Junger tilbragte i Afghanistan på en opgave fra Vanity Fair. En del af filmen følger en regimenttrop som forsvarer en udpost døbt OP Restrepo, navngivet efter Juan S. Restrepo, en menig som blev dræbt tidligere i deres opgave.
Filmen har modtaget flere priser, og er blevet nomineret til en Oscar for bedste dokumentar.